# Dobiesław Królikowski

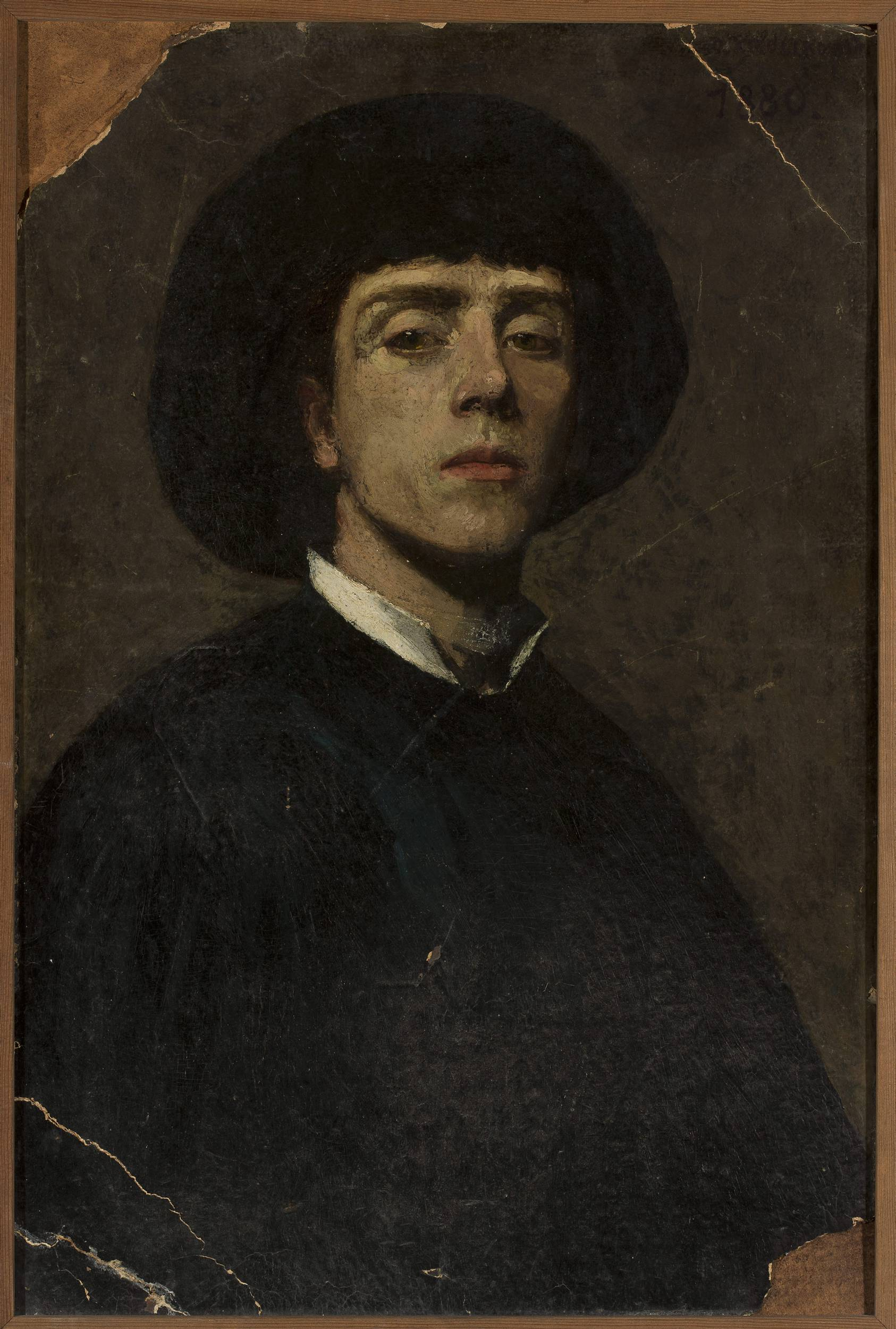
Autoportret z 1880 roku

Dobiesław Królikowski (ur. 1859 w Warszawie, zm. wedle różnych źródeł w 1910 lub w 1912), malarz polski.
Syn malarza Janisława Królikowskiego. Od 1879 roku uczył się w Szkole Sztuk Pięknych w Warszawie u Wojciecha Gersona i Aleksandra Kamińskiego. Przez dwa lata kształcił się pod kierownictwem Leopolda Löfflera w Szkole Sztuk Pięknych w Krakowie. Uczył rysunku w gimnazjum w Kielcach. W 1886 powrócił do Warszawy.